# Соколово (Зональный район)
Соколо́во — село в Зональном районе Алтайского края. Административный центр Соколовского сельсовета. С 1962 года по 1991 год — посёлок городского типа.

## География
Село расположено в 40 км к западу от Бийска по обоим берегам реки Уткуль (Иткуль). На западе примыкает к бору. Характер рельефа равнинный. Основной состав земель — пахотный фонд с преобладанием культурных посевов, пересеченных защитными полосами. Луговая степь представлена разнотравьем: таволга обыкновенная, синеголовник плосколистый, кровохлёбка, зверобой продырявленный, люцерн и другими травами. На небольших лесных массивах, расположенных на северных склонах логов и увалов растёт, в основном, береза и осина. Территория Соколовского участкового лесничества входит в Государственный природный комплексный заказник краевого значения «Соколовский заказник». Леса Соколовского лесничества относятся к Западно-Сибирскому подтаёжно-лесостепному району лесостепной зоны.
Климат
Резко континентальный. Среднее количество осадков —400-500 мм, выпадает, в основном, зимой. Высота снежного покрова 20 — 60 см, может доходить до 100 см. Первые заморозки в ноябре, последние — в апреле; средняя продолжительность безморозного периода 90 дней. Отопительный сезон продолжается в среднем 220—240 дней, средняя температура −8,3°С.
Транспорт
В селе расположена конечная станция на железнодорожной ветке от села Зональное (18 км к северо-востоку, на линии Барнаул — Бийск). Через село проходит дорога краевого значения Бийск — Акутиха — Солдатово.

## Население
| 1989  | 1997  | 1998  | 1999  | 2000  | 2001  |
| ----- | ----- | ----- | ----- | ----- | ----- |
| 2971  | ↗3078 | ↗3153 | ↘3110 | ↗3165 | ↗3187 |
| 2002  | 2003  | 2004  | 2005  | 2006  | 2007  |
| ↗3253 | ↗3305 | ↘3300 | ↗3388 | ↗3397 | ↗3405 |
| 2008  | 2009  | 2010  | 2011  | 2012  | 2013  |
| ↗3407 | ↗3410 | ↘3181 | ↗3184 | ↗3238 | ↘3224 |

## История
Село Соколово (п. Соколовский, д. Соколова, д. Верхнее-Соколова) было основано в 1734 (1748) году за счёт переселения крестьян внутри Алтайского горного округа, затем население пополнялось в периоды притока переселенцев из центральных районов России — Воронежской, Рязанской и других. В 1867 году купец Г. Т. Бадьин получил разрешение на строительство винокуренного завода в селе, который строился совместно с бывшим горным чиновником Платоновым. Открыт в 1868 году. В 1917 году в деревне проживали 953 мужчины и 970 женщин.
В 1939 году в деревне проживало 4311 человек.
В районе было 5 сельскохозяйственных кредитных товариществ, в том числе, в селе Соколово, в которых пайщикам выдавали ссуды. Товарищество занималось заготовкой сырья, доставкой населению сельхозорудий, хлебопродуктов. В селе работал кожевенный завод. В годы войны, в 1943 году, был организован и некоторое время работал детский дом. В 1961 году в селе был проведён водопровод.
Возле села Соколово были обнаружены случайные археологические находки: бронзовый нож (до 1898 г.) и топор (в 1918 г.), а также кельт (18 — 16 вв. до н.э). Последняя находка хранится в Бийском краеведческом музее (инв. № 71).
В селе есть памятники:
- архитектуры — дом-лавка купца Глебова, дом купца Глебова;
- комплексы винокуренного завода, включающие жилой дом и основной цех;
- обелиск и мемориальный комплекс воинам, погибшим в годы Великой Отечественной войны[10].

## Инфраструктура
- «Иткульский спиртзавод»[12] — один из старейших заводов Алтая, основан бийским купцом Бадьиным и бывшим горным чиновником Платоновым в 1868 году. Продукция завода экспортируется в 15 стран мира. В 2001 году водка «Алтай» получила бронзовую медаль на международной выставке в Лондоне[13]. На предприятии организован музей, посвящённый истории самого старого спиртзавода в Западной Сибири. Проводятся экскурсии для желающих познакомиться с экспозициями по истории русского предпринимательства XIX—XXI веков, отражающей важные моменты жизни предприятия[14][15].
- МУП ТВС «Соколовское» (лесозаготовка и переработка древесины)
- ООО «Агросбыт»
- СПК-колхоз «Соколовский»
- ООО «Соколово лес»
- ООО «Рем-пром-комплект»
- МУП ЖКХ Соколово
- Алтайвитамины
- Магазины: продуктовые, хозяйственные, одежды и игрушек и другие.
- Парикмахерская
- Швейная мастерская
- Соколовская средняя общеобразовательная школа, 3 детских сада
- МБУК «Соколовский КДЦ», филиал «Соколовская киноустановка», сельская библиотека
- Ателье
- ПАО Сбербанк и банкомат
- Почтовое отделение
- Храм Богоявления Господня (2007)[16][17].